# Nelsonia goldmani
Nelsonia goldmani là một loài động vật có vú trong họ Cricetidae, bộ Gặm nhấm. Loài này được Merriam mô tả năm 1903.